# Otto von der Osten
Otto Albrecht Philipp Ludwig von der Osten (* 18. April 1772 in Neuruppin; † 21. Juni 1841 in Schwedt/Oder) war ein preußischer Generalmajor.

## Leben

### Herkunft
Seine Eltern waren Christian Philipp von der Osten (* 21. Juni 1730; † 27. Dezember 1799) und dessen zweite Ehefrau Margarete Elisabeth Wilhelmine, geborene von Münchow (* 11. September 1738; † nach 1797). Sie war die Witwe des Johann Siegmund von Kleist (* 12. April 1714; † 21. Oktober 1757) und Tochter des Generalmajors Lorenz Ernst von Münchow.

### Leben
Osten kam im Jahr 1783 als Page in das königliche Pageninstitut und trat am 27. August 1787 als Fahnenjunker in das Dragonerregiment „von Wylich und Lottum“ der Preußischen Armee ein. Dort avancierte er bis Ende Mai 1790 zum Sekondeleutnant. Im Ersten Koalitionskrieg kämpfte Osten in der Schlacht bei Kaiserslautern und in den Gefechten bei Zweibrücken, Altstadt, Hermersberg sowie der Kanonade von Valmy. Bei Blieskastel wurde er verwundet und am 14. August 1793 für das Gefecht bei Neukirch mit dem Orden Pour le Mérite ausgezeichnet.
Nach dem Krieg stieg Osten am 1. Februar 1803 zum Premierleutnant auf und kämpfte während des Vierten Koalitionskrieges in den Gefechten bei Erfurt und Ratzeburg. Bei der Verteidigung von Danzig wurde er verwundet und geriet bei einem Ausfall am 6. März 1807 in Gefangenschaft. Als Diener verkleidet gelang ihm jedoch die Flucht und Osten kehrte daraufhin zu seinem Regiment zurück.
Am 20. Juni 1808 kam er in das Dragonerregiment „Prinz Wilhelm“, erhielt aber zunächst nur Halbsold. Am 29. März 1813 wurde er Rittmeister und Eskadronchef. Während der Befreiungskriege kämpfte Osten in den Schlachten bei Großbeeren, Dennewitz  und Leipzig sowie in den Gefechten bei Courtray, Lamberfast, Issy und Villers Cotterets. Danach befand er sich bei den Schlachten von Ligny, Belle Alliance und Lille sowie den Belagerungen von Stettin und Antwerpen als auch beim Sturm auf Arnheim. Für Dennewitz erhielt Osten das Eiserne Kreuz II. Klasse und für Arnheim den Russischen Orden der Heiligen Anna II. Klasse. In der Zeit wurde er am 2. November 1813 mit Patent vom 8. Februar 1814 zum Major befördert und am 29. Februar 1814 zum etatsmäßigen Stabsoffizier ernannt. Für Lille wurde ihm am 1. Januar 1815 das Eiserne Kreuz I. Klasse verliehen. Am 1. September 1815 folgte seine Ernennung zum Kommandeur des 2. Dragoner-Regiments und in Würdigung seiner Verdienste während der Befreiungskriege erhielt Osten am 2. Oktober 1815 das Eichenlaub zum Pour le Mérite.
Nach dem Krieg wurde er am 30. März 1817 Oberstleutnant sowie am 30. März 1824 mit Patent vom 4. April 1824 zum Oberst befördert. Dazu erhielt er am 30. August 1825 das Dienstkreuz und am 22. September 1827 den Roten Adlerorden III. Klasse. Am 10. Dezember 1830 erhielt Osten krankheitsbedingt seinen Abschied als Generalmajor mit einer Pension von 1750 Talern. Er starb am 21. Juni 1841 in Schwedt als Ritter des Johanniterordens.
In seiner Beurteilung aus dem Jahr 1815 durch den General von Roeder heißt es: „Ist ein vorzüglicher tapferer und entschlossener Offizier und er hält das Regiment, welches er in diesem Kriege mit viel Auszeichnung geführt hat, in dem vortrefflichsten Zustand und Ordnung und Disziplin.“

### Familie
Osten heiratete am 13. Dezember 1810 in Prenzlau Charlotte Struwe (* 31. März 1793; † 18. Juni 1853), eine Tochter des Justizrats Struwe. Das Paar hatte mehrere Kinder:
- Karl Ernst Otto Maximilian (* 18. März 1812; † 6. April 1812)
- Ernst Otto Franz Bernhard (* 11. Februar 1814; † 14. September 1873), Oberstleutnant a. D. im 8. Ulanen-Regiment
- Otto Philipp Hans Bernhard (* 15. Juli 1815; † 4. Januar 1866)[2], Oberst und Kommandeur des Infanterie-Regiment Nr. 58 ⚭ 1859 Virginia Eusebia Isidore Freiin von Seebach (* 15. Oktober 1838; † 9. April 1907)
- Hans Philipp